# 植田谷本
植田谷本（うえたやほん）は、埼玉県さいたま市西区の大字。関連する大字である植田谷本村新田（うえたやほんむらしんでん）についても述べる。郵便番号は植田谷本が331-0053、植田谷本村新田が331-0067。

## 地理
植田谷本は、さいたま市西区南部の沖積平野（荒川低地）に位置する。地区の東側で大宮区三橋に、南側で島根に、西側で三条町に、北側で中野林に隣接する。地区の東側を鴨川が流れ、大規模団地である加茂川団地がある。
植田谷本村新田は上新田と下新田に分かれており、上新田は治水橋付近に2カ所ある。荒川の瀬替えによって中央部の農家は移転した。植田谷本とは隣接していない。

## 歴史
もとは江戸期より存在した武蔵国足立郡植田谷領に属する植田谷本村で古くは植田郷に属していたと云われている。植田谷本は殖絶とも書かれた。村高は『武蔵田園簿』では346石（田29町余、畑13町余）、「元禄郷帳」では354石余、「天保郷帳」では374石余。助郷は中山道大宮宿に出役していたが、正徳・安永年間は日光御成街道大門宿にも当分助郷を負担していた。化政期の戸数は30軒で、村の規模は東西10町、南北6町余であった。鎌倉期開山の新義真言宗林光寺には1591年（天正19年）に寺領10石が寄進されていた。足立右馬允遠元の館跡と伝えられる物が地区の東端に所在していた。慶長年間に伊奈備前守によって鴨川と古入間川の合流点に土手（備前堤）を築き広さ100町歩の「関沼溜井」と称するため池が造成され、周辺8ヶ村の田を灌漑していた。地名は26ヶ村を擁する植田谷領の中心地であったことによる。江戸期に植田谷本村の持添新田として植田谷本村新田が成立した。植田谷本村・植田谷本村新田は明治12年から明治22年までは、植田谷領本村・植田谷領本村新田と呼称されていた。
- 初めは幕府領、1613年（慶長18年）より知行は関東郡代伊奈氏、1653年（承応2年）より知行は旗本伊奈氏の分家[6]。なお、検地は1611年（慶長16年）に実施。
- 享保年間（1716年 - 1736年）に荒川沿いの八貫野新田が開発され、幕府領[6][5]。
- 1736年（元文2年） に当村の名主小島氏によって持添新田の上新田および下新田が開発される[6][5]。
- 1828年（文政11年）より大宮宿寄場55か村組合に所属していた[6]。
- 幕末の時点では足立郡に属し、明治初年の『旧高旧領取調帳』の記載によると、幕府領（代官・大竹左馬太郎支配所）、および伊奈兵庫の知行、および林光寺領[7]。
- 1868年（慶応4年）6月19日 - 武蔵知県事・山田政則（忍藩士）の管轄となる。
- 1868年（明治元年）月日不明[8] -　植田谷本村の持添新田である上新田分および下新田分が分村独立して新田村名の植田谷本村新田が成立する[9][6]。なお、1876年（明治9年）時点の戸数は44軒で、人口は258人であった。
- 1869年（明治2年） 
  - 1月13日 - 武蔵知県事・宮原忠英の管轄区域に大宮県を設置。県庁は東京府馬喰町に置かれる。
  - 9月29日 - 県庁が浦和に置かれ浦和県に改称。
  - 12月2日 - 旗本領が上知され、浦和県の管轄となる（府藩県三治制も参照）。
- 1871年（明治4年）11月13日 - 第1次府県統合により埼玉県の管轄となる。
- 1875年（明治8年）3月 - 学制の施行に伴い、植田谷本村新田に所在する神明寺廃寺跡に公立学校の興文学校（現、さいたま市立馬宮西小学校）が創立される[6][10]
- 1879年（明治12年）3月17日 - 郡区町村編制法により成立した北足立郡に属す。郡役所は浦和宿に設置。それに伴い植田谷本村は植田谷領本村に、植田谷本村新田は植田谷領本村新田にそれぞれ改称される[6]。
- 1889年（明治22年）4月1日 - 町村制施行に伴い、北足立郡植田谷領本村は、水判土村・佐知川村・中野林村・飯田村・三条町村・島根村と合併し、植水村となり、植水村の大字植田谷本となる。そして植田谷領本村新田は上新田に当たる地域が北足立郡西遊馬村・土屋村・二ッ宮村・飯田新田と合併し、馬宮村となり大字植田谷本村新田となり、下新田に当たる地域が大久保村大字塚本の一部となった[6]（昭和10年に、荒川の河川改修（昭和2年に完成）によって分離された大字塚本の一部は馬宮村へ編入される[11]）。
- 1955年（昭和30年）1月1日 - 指扇村・馬宮村・植水村・片柳村・七里村・春岡村が大宮市へ編入合併され[12]、大宮市の大字となる。
- 1982年（昭和57年） - 地内に埼玉県立大宮南高等学校が開校する。
- 2001年（平成13年）5月1日 - 浦和市・大宮市・与野市が合併し、さいたま市が発足。同市の大字となる。
- 2003年（平成15年）4月1日 - さいたま市が政令指定都市に移行し、同市西区の大字となる。

## 世帯数と人口
2017年（平成29年）9月1日時点の世帯数と人口は以下の通りである。
| 大字           | 世帯数    | 人口    |
| -------------- | --------- | ------- |
| 植田谷本       | 1,250世帯 | 2,585人 |
| 植田谷本村新田 | -         | 11人    |

## 小・中学校の学区
市立小・中学校に通う場合、学区（校区）は以下の通りとなる。
| 大字           | 区域 | 小学校                   | 中学校                 |
| -------------- | ---- | ------------------------ | ---------------------- |
| 植田谷本       | 全域 | さいたま市立植水小学校   | さいたま市立植水中学校 |
| 植田谷本村新田 | 全域 | さいたま市立馬宮西小学校 | さいたま市立馬宮中学校 |

## 交通
地内に鉄道は敷設されていない。大宮駅まではバスで25分ほど。

### 道路
- 埼玉県道57号さいたま鴻巣線
- 観音通り[14]

## 施設
- 埼玉県立大宮南高等学校
- 明日香保育園
- 加茂川団地[14]
- 植田谷本自治会館
- 加茂川団地自治会館
- 東京電力パワーグリッド植田谷変電所
- 林光寺
- 藤橋の六部堂
- 加茂川公園（古里公園）
- 前通公園
- 前通北公園